# Eriospermum cervicorne
Eriospermum cervicorne är en sparrisväxtart som beskrevs av Hermann Wilhelm Rudolf Marloth. Eriospermum cervicorne ingår i släktet Eriospermum och familjen sparrisväxter. Inga underarter finns listade i Catalogue of Life.